# 稲本白鵞
稲本 白鵞（いなもと はくが、1887年（明治20年） - 1920年（大正9年））は、教育者、書道家。現在の岡山県井原市出身。

## 経歴

### 生い立ち
1887年（明治20年）、稲本陽洲の長女として岡山県後月郡山野上村（現在の井原市野上町）に生まれる。精徳尋常小学校を卒業後、父を頼って高梁へ行き、尋常小学校を出ただけであったが、順正高等女学校の編入試験に合格し、1909年（明治42年）21歳のときに女学校を卒業する。

### 女学校卒業後
1918年（大正7年）、31歳のとき福岡県の朝倉実科高等女学校に教諭として赴任し、1920年（大正9年）には山口県女子師範学校教諭となる。父と同じく書道に優れ、この時代の日本女流三筆とまで謳われた。和歌においても歌集を発刊するなど、文才をもって父・陽洲の志を継ぐものとして知られていたが、病に倒れ、満33歳、数え34歳で死去した。